# Palo del Colle
Palo del Colle es una localidad italiana de la provincia de Bari, región de Puglia, con 21.633 habitantes.

## Evolución demográfica
| Gráfica de evolución demográfica de Palo del Colle entre 1861 y 2001 |
|                                                                      |
| Fuente ISTAT - elaboración gráfica de Wikipedia                      |